# Estron
Estron (E1), älter auch Oestron, ist ein natürliches Estrogen. Die Biosynthese von Estron erfolgt über die Aromatisierung und Demethylierung von Androstendion mittels des Enzyms Aromatase.
Es wurde zuerst 1929 von Adolf Butenandt und unabhängig von Edward Adelbert Doisy aus dem Urin von Schwangeren isoliert.

## Wirkung
Bei Frauen in den sogenannten fruchtbaren Jahren stammt das Estron im Blut nur zu 45 % aus dem Eierstock und zu 5 % aus der Nebenniere, aber 50 % kommen aus anderen Quellen (extraglandulär), vor allem dem Unterhautfettgewebe. Dort wird es chemisch aus einem männlichen Hormon (dem Androstendion) umgewandelt. Daraus erklärt sich, warum Estron keine so ausgeprägte Wirkung auf den Zyklus hat wie Estradiol – außer beim PCO-Syndrom und bei Übergewicht. Bei Patientinnen mit PCO und/oder Übergewichtigkeit finden sich nämlich höhere und „starrere“ Estron-Konzentrationen im Blut. Durch die hieraus resultierende negative Rückwirkung auf die Hirnanhangdrüse wird die zentrale Ausschüttung von LH und FSH gestört, wodurch auch das gesamte Hormonsteuerungssystem durcheinandergerät. Bei Frauen nach den Wechseljahren entsteht das Estron mit 95 % fast ausschließlich aus dem Hormon DHEA und Androstendion des Eierstocks und der Nebennierenrinde. Dies wird dann in den Fettzellen chemisch umgewandelt. Die direkte Estron- und Estradiolproduktion im Eierstock ist in diesem Alter hingegen sehr gering. Frauen in den frühen Wechseljahren können trotz niedriger Estradiol-Spiegel im Blut relativ höhere Estron-Konzentrationen haben. Das kann zum Beispiel den Bedarf einer Hormonersatztherapie (HRT) verringern. Es kann aber auch ein wichtiger Befund im Zusammenhang mit Blutungsstörungen oder Brustschmerzen sein. Eine Besonderheit ergibt sich im Zusammenhang mit der oralen Therapie (Tabletten) mit synthetischen Estrogenen: sie werden nach Resorption aus dem Darm während der Leberpassage in starkem Maße in Estron umgewandelt. Dies führt zu unnatürlich hohen Estronwerten im Blut. Da Estron und Estradiol im Körper ständig ineinander umgewandelt werden, können dann sowohl Zeichen einer Estradiol-Überdosierung (z. B. Spannungen in der Brust oder Wassereinlagerungen) als auch einer Estradiol-Unterdosierung auftreten (z. B. erneute Wechseljahresbeschwerden: sogenanntes Escape-Phänomen). Finden sich bei einer Frau, die Estrogen-Tabletten einnimmt, sehr hohe Estron-Werte, sollte die Therapie umgestellt werden auf natürliche Estrogene, welche über die Haut verabreicht werden (Gele oder Pflaster). Bei Männern sind die Blutkonzentrationen von Estron höher als von Estradiol, weil Männer gegenüber Frauen doppelt so hohe DHEA-Spiegel im Blut haben, die als Vorstufe des Androstendions und damit auch des Estrons fungieren. Besonders hohe Estronwerte sind bei Menschen mit einer Überaktivität eines bestimmten Enzyms (Aromatase) zu erwarten. Dazu tragen vor allem hoher Alkoholkonsum, Übergewicht und eine Leberverfettung bei. Die Auswirkungen bei Männern können dann Potenzstörungen, Brustvergrößerung und eine Zunahme von Bauchfett (viszerale Übergewichtigkeit) sein.

## Verwendung in der chemischen Synthese
Durch Einführung einer Ethinylgruppe in der Position 17 kann man aus Estron den Arzneistoff Ethinylestradiol gewinnen.

## Sonstiges
Salze und Ester des Estrons sind beispielsweise 
Estron-3-hydrogensulfat,
Estron-3-hydrogensulfat-Piperazinsalz (Estropipat), 
Natrium(estron-3-sulfat) und 
Estronbenzoat.